# Miracle ivoirien

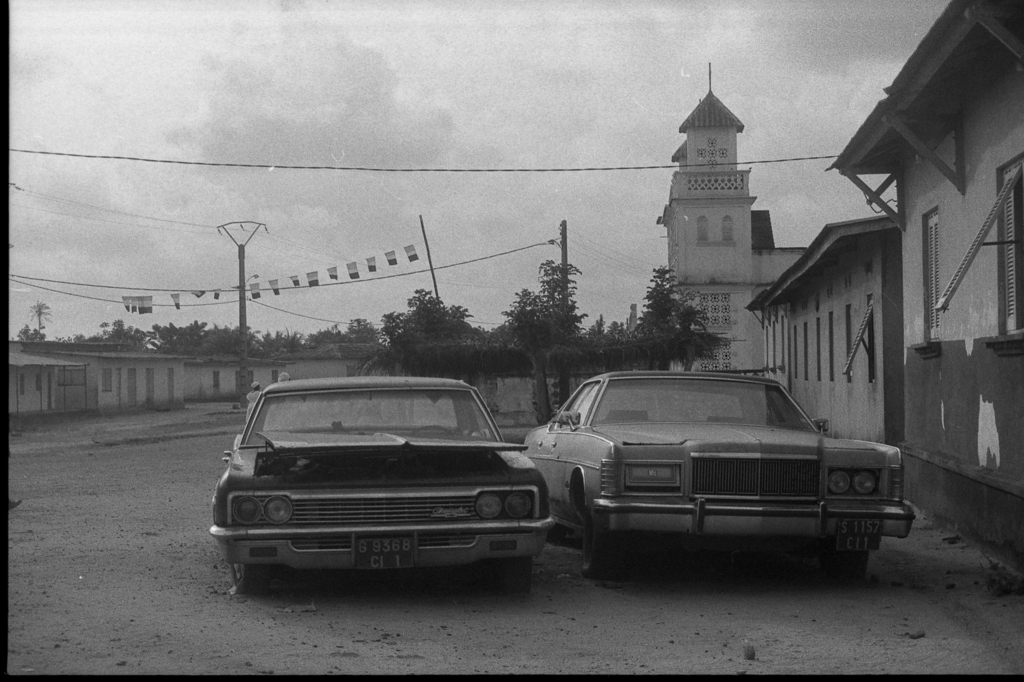
Dans les villages ivoiriens, de luxueuses limousines américaines, abandonnées dans les années 1990, témoignent de leur splendeur passée.

Le « miracle ivoirien » est le nom donné à une période de prospérité économique survenue en Côte d'Ivoire dans les années 1960-1970, lorsqu'une croissance économique s'élevait à 7% par an.
Le pays bénéficia de plusieurs facteurs simultanés :
- La hausse du prix des matières premières, notamment du café et du cacao dont le pays était le premier producteur mondial[2],[3].
- Le fait que la France avait besoin d'une vitrine de sa politique de l'Afrique.
- Le manque de stabilité des pays environnants (marasme de la Guinée de Sékou Touré, instabilité au Ghana, guerre au Nigéria, coup d'État au Mali etc.) faisant se reporter sur la Côte d'Ivoire l'activité économique.
- Une forte croissance globale dans les pays industrialisés.
- Le démantèlement de l'Afrique-Occidentale française.

Les années 1980 apportèrent brutalement la fin de cette époque dorée pour le pays.